# Kleberg megye
Kleberg megye az Amerikai Egyesült Államokban, azon belül Texas államban található. Megyeszékhelye és legnagyobb városa Kingsville. Lakosainak száma 31 040 fő (2020. április 1.). Kleberg megye Brooks, Kenedy, Nueces és Jim Wells megyékkel határos.

## Népesség
A megye népességének változása:
| Lakosok száma | 32 093 | 32 074 | 32 114 | 32 101 | 31 857 | 31 040 |
|               | 2010   | 2011   | 2012   | 2013   | 2015   | 2020   |